# Üzbegisztán a 2011-es úszó-világbajnokságon
Üzbegisztán a 2011-es úszó-világbajnokságon 19 sportolóval vett részt.

## Úszás
Férfi
| Sobitjon Amilov   | Férfi 400 méterers gyorsúszás  | 3:59.01 | 33 |                   |                   | Nem jutott tovább | Nem jutott tovább | Nem jutott tovább | Nem jutott tovább |
| Sobitjon Amilov   | Férfi 800 méterers gyorsúszás  | 8:27.35 | 45 |                   |                   | Nem jutott tovább | Nem jutott tovább |                   |                   |
| Aleksey Derlyugov | Férfi 200 méterers vegyesúszás | 2:03.30 | 28 | Nem jutott tovább | Nem jutott tovább | Nem jutott tovább | Nem jutott tovább |                   |                   |
| Aleksey Derlyugov | Férfi 400 méterers vegyesúszás | 4:27.19 | 26 |                   |                   | Nem jutott tovább | Nem jutott tovább |                   |                   |

Női
| Versenyző         | Esemény                      | Selejtező | Selejtező | Elődöntő          | Elődöntő          | Döntő             | Döntő             |
| Versenyző         | Esemény                      | Idő       | Helyezés  | Idő               | Helyezés          | Idő               | Helyezés          |
| ----------------- | ---------------------------- | --------- | --------- | ----------------- | ----------------- | ----------------- | ----------------- |
| Ranohon Amanova   | Női 200 méterers gyorsúszás  | 2:02.89   | 37        | Nem jutott tovább | Nem jutott tovább | Nem jutott tovább | Nem jutott tovább |
| Ranohon Amanova   | Női 200 méterers vegyesúszás | 2:16.75   | 22        | Nem jutott tovább | Nem jutott tovább | Nem jutott tovább | Nem jutott tovább |
| Yulduz Kuchkarova | Női 100 méterers hátúszás    | 1:02.98   | 33        | Nem jutott tovább | Nem jutott tovább | Nem jutott tovább | Nem jutott tovább |
| Yulduz Kuchkarova | Női 200 méterers hátúszás    | 2:18.62   | 34        | Nem jutott tovább | Nem jutott tovább | Nem jutott tovább | Nem jutott tovább |

## Szinkronúszás
Nők
| Versenyző                                     | Esemény              | Selejtező | Selejtező | Döntő               | Döntő               |
| Versenyző                                     | Esemény              | Pont      | Helyezés  | Pont                | Helyezés            |
| --------------------------------------------- | -------------------- | --------- | --------- | ------------------- | ------------------- |
| Anastasiya Ruzmetova                          | Egyéni rövid program | 76,100    | 20        | Nem jutott tovább   | Nem jutott tovább   |
| Anastasiya Ruzmetova Anastasiya Zdraykovakaya | Páros rövid program  | 74,300    | 31        | Nem jutottak tovább | Nem jutottak tovább |
| Anastasiya Ruzmetova Anastasiya Zdraykovakaya | Páros szabad program | 75,060    | 31        | Nem jutottak tovább | Nem jutottak tovább |

## Vízilabda
Csapattagok
- Elena Dukhanova
- Daiana Dadabaeva
- Aleksandra Sarancha
- Eseniya Piftor
- Evgeniya Ivanova
- Liliya Umarova
- Natalya Plyusova – kapitány
- Anna Sheglova
- Ramilya Halikova
- Ekaterina Morozova
- Anastasiya Osipenko
- Anna Plyusova
- Guzelya Hamitova

### B csoport
| Csapat      | M | Gy | D | V | G+ | G– | Gk  | P |
| ----------- | - | -- | - | - | -- | -- | --- | - |
| Kanada      | 3 | 3  | 0 | 0 | 43 | 17 | +26 | 6 |
| Ausztrália  | 3 | 2  | 0 | 1 | 46 | 16 | +30 | 4 |
| Új-Zéland   | 3 | 1  | 0 | 2 | 27 | 29 | −2  | 2 |
| Üzbegisztán | 3 | 0  | 0 | 3 | 14 | 68 | −54 | 0 |

| 2011. július 17. 13:30 | Új-Zéland            | 19 – 6      | Üzbegisztán | Sanghaj Nézőszám: 450 Játékvezetők: Pinker (RSA), Borrell (ESP) |
| 2011. július 17. 13:30 | (4–2, 5–1, 6–1, 4–2) |             |             | Sanghaj Nézőszám: 450 Játékvezetők: Pinker (RSA), Borrell (ESP) |
| 2011. július 17. 13:30 | Hudson 6             | Jegyzőkönyv | Halikova 3  | Sanghaj Nézőszám: 450 Játékvezetők: Pinker (RSA), Borrell (ESP) |

| 2011. július 19. 09:30 | Üzbegisztán          | 6 – 22      | Kanada   | Sanghaj Nézőszám: 450 Játékvezetők: Menendez (CUB), Makita (JPN) |
| 2011. július 19. 09:30 | (2–6, 1–6, 1–7, 2–3) |             |          | Sanghaj Nézőszám: 450 Játékvezetők: Menendez (CUB), Makita (JPN) |
| 2011. július 19. 09:30 | Sarancha 2           | Jegyzőkönyv | Alogbo 5 | Sanghaj Nézőszám: 450 Játékvezetők: Menendez (CUB), Makita (JPN) |

| 2011. július 21. 18:20 | Ausztrália           | 27 – 2      | Üzbegisztán          | Sanghaj Nézőszám: 400 Játékvezetők: Wengenroth (SUI), Gonzalez (PUR) |
| 2011. július 21. 18:20 | (3–1, 9–0, 6–1, 9–0) |             |                      | Sanghaj Nézőszám: 400 Játékvezetők: Wengenroth (SUI), Gonzalez (PUR) |
| 2011. július 21. 18:20 | három játékos 4      | Jegyzőkönyv | Sarancha, Plyusova 1 | Sanghaj Nézőszám: 400 Játékvezetők: Wengenroth (SUI), Gonzalez (PUR) |

### A 13–16. helyért
| 25. mérkőzés 2011. július 23. 09:30 | Kazahsztán           | 14 – 13     | Üzbegisztán | Sanghaj Nézőszám: 450 Játékvezetők: Gonzalez (PUR), Juhász (HUN) |
| 25. mérkőzés 2011. július 23. 09:30 | (4–2, 2–4, 4–2, 4–5) |             |             | Sanghaj Nézőszám: 450 Játékvezetők: Gonzalez (PUR), Juhász (HUN) |
| 25. mérkőzés 2011. július 23. 09:30 | Vasziljeva 4         | Jegyzőkönyv | Halikova 8  | Sanghaj Nézőszám: 450 Játékvezetők: Gonzalez (PUR), Juhász (HUN) |

### A 15. helyért
| 31. mérkőzés 2011. július 25. 08:40 | Üzbegisztán          | 5 – 6       | Dél-Afrika    | Sanghaj Nézőszám: 200 Játékvezetők: Gonzalez (PUR), Menendez (CUB) |
| 31. mérkőzés 2011. július 25. 08:40 | (0–1, 2–2, 2–1, 1–2) |             |               | Sanghaj Nézőszám: 200 Játékvezetők: Gonzalez (PUR), Menendez (CUB) |
| 31. mérkőzés 2011. július 25. 08:40 | öt játékos 1         | Jegyzőkönyv | Kay, Harris 2 | Sanghaj Nézőszám: 200 Játékvezetők: Gonzalez (PUR), Menendez (CUB) |